# Championnats du monde de taekwondo 1995
Les Championnats du monde de taekwondo 1995 se sont déroulés du 17 au 21 novembre à Manille (Philippines).
Cette édition est la première à se tenir aux Philippines un pays assez peu fourni en compétitions de niveau mondial.
16 catégories de poids sont présentées (8 chez les hommes et autant chez les femmes).

Par rapport à l'exceptionnel succès de l'édition précédente, cette édition marque un léger reflux de la fréquentation : on passe de 83 nations à 77, de 443 athlètes masculins à 379 et de 226 athlètes féminines à 219.
Enfin, le nombre d'arbitres internationaux est ramené de 100 à 56.
Le recul de fréquentation s'explique aisément:Manille en novembre n'est évidemment pas aussi accessible que New York à l'été pour des sportifs amateurs.
À vrai dire, la limitation de ce recul s'avère un demi succès, les scores restant très supérieurs à ceux de l'édition de 1991 à Athènes

## Faits remarquables

### La Corée du Sud encore et toujours
Les athlètes coréens écrasent les compétitions dans les deux sexes et remportent 10 titres sur les 16 mis en jeu.
L'Espagne, la Turquie et dans une moindre mesure la Chine Taipei confirment néanmoins leur supériorité sur les autres nations.

### Des champions qui confirment
De nombreux champions montent sur le podium une deuxième fois d'affilée après l'édition précédente, signe que des spécialistes de très haut niveau commencent à émerger:
- Le coréen Seung Tae Chinconserve son titre dans la catégorie masculine des poids Fin mais pas la typographie de son patronyme, un fait malheureusement assez habituel dans les comptes rendus de la WTF.
- Le coréen Je Kyoung Kim conserve son titre chez les lourds masculins
- La coréenne Myung Suk Jung conserve également son titre chez les lourds féminines (avec un typographie une fois encore fluctuante)
- chez les poids plume féminines, la coréenne Seung Min Lee conserve son titre tandis que la turque Nuray Deliktas remporte le bronze après l'argent
- La coréenne Sun Jin Won remporte l'or après le bronze en 1993, mais elle aussi voit la retranscription de son nom fluctuer légèrement
- Autre coréenne à remporter l'or après un podium (argent) deux ans auparavant: Kyung Suk Park chez les poids légers
- L'allemand Aziz Acharki remporte l'or après le bronze chez les poids légers
- Tsu Ien Liu de Chine Taipei remporte le bronze après l'argent chez les welter
- Le français Mikael Meloul remporte le bronze après l'or des poids moyens

## Podiums

### Hommes
| Event                                  | Or             | Argent             | Bronze              |
| -------------------------------------- | -------------- | ------------------ | ------------------- |
| Poids Fin (fourchette non précisée)    | Seung Tae Chin | Roberto Cruz       | Flah Moh’d Al-Hamed |
| Poids Fin (fourchette non précisée)    | Seung Tae Chin | Roberto Cruz       | Carlos Chamorro     |
| Poids mouche (fourchette non précisée) | Cihat Kutluca  | S. Melidrad Rokni  | Gergely Salim       |
| Poids mouche (fourchette non précisée) | Cihat Kutluca  | S. Melidrad Rokni  | Ruben P. Hernandez  |
| Poids coq (fourchette non précisée)    | Dae Soon Chang | Gabriel Esparza    | Chin Hsiung Huang   |
| Poids coq (fourchette non précisée)    | Dae Soon Chang | Gabriel Esparza    | Tran Quancha        |
| Poids plume (fourchette non précisée)  | Byoung Uk Kim  | Clayton Barber     | Bjan Maghanloo      |
| Poids plume (fourchette non précisée)  | Byoung Uk Kim  | Clayton Barber     | Nolano Claudio      |
| Poids léger (fourchette non précisée)  | Aziz Acharki   | Roberto E. Garibay | David Gonzalez      |
| Poids léger (fourchette non précisée)  | Aziz Acharki   | Roberto E. Garibay | Fariborz Askari     |
| Poids Welter (fourchette non précisée) | Jose Marquez   | Jean Lopez         | Nice Davies         |
| Poids Welter (fourchette non précisée) | Jose Marquez   | Jean Lopez         | Tsu Len Liu         |
| Poids moyens (fourchette non précisée) | Dong Wan Lee   | Ulysses Marceline  | Mikael Meloul       |
| Poids moyens (fourchette non précisée) | Dong Wan Lee   | Ulysses Marceline  | Zoran Fredad        |
| Poids lourds (fourchette non précisée) | Je Kyoung Kim  | Pascal Gentil      | Romano Massimiliano |
| Poids lourds (fourchette non précisée) | Je Kyoung Kim  | Pascal Gentil      | Lucio Aurelio Silva |

### Femmes
| Catégorie                              | Or              | Argent             | Bronze               |
| -------------------------------------- | --------------- | ------------------ | -------------------- |
| Poids Fin (fourchette non précisée)    | Chiu Chin Huang | So Hee Yang        | Atzen Cristina       |
| Poids Fin (fourchette non précisée)    | Chiu Chin Huang | So Hee Yang        | Coral Falco          |
| Poids mouche (fourchette non précisée) | Hamide Bikcin   | Monica Sprengel    | Besty Ortiz          |
| Poids mouche (fourchette non précisée) | Hamide Bikcin   | Monica Sprengel    | Tran Thy My Lin      |
| Poids coq (fourchette non précisée)    | Sun Jin Won     | Mitchelle Thompson | Minako Hatakeyama    |
| Poids coq (fourchette non précisée)    | Sun Jin Won     | Mitchelle Thompson | Shan Chen Wu         |
| Poids plume (fourchette non précisée)  | Seung Min Lee   | Leonides Dos       | Nuray Deliktas       |
| Poids plume (fourchette non précisée)  | Seung Min Lee   | Leonides Dos       | Janet Glassman       |
| Poids léger (fourchette non précisée)  | Kyung Suk Park  | Vanina Sanchez V.  | Marlene Ramirez      |
| Poids léger (fourchette non précisée)  | Kyung Suk Park  | Vanina Sanchez V.  | Miet Filipovic       |
| Poids Welter (fourchette non précisée) | Hyang Mi Cho    | Chih Ling Hsu      | Inci Tasyurek        |
| Poids Welter (fourchette non précisée) | Hyang Mi Cho    | Chih Ling Hsu      | Dana Martin          |
| Poids moyens (fourchette non précisée) | Ireana Ruiz     | Sun Mi Park        | Heidi Juarez         |
| Poids moyens (fourchette non précisée) | Ireana Ruiz     | Sun Mi Park        | Monica Delreal Jaime |
| Poids lourds (fourchette non précisée) | Myung Suk Jung  | Yolanda Garcia     | Natasa Vezmar        |
| Poids lourds (fourchette non précisée) | Myung Suk Jung  | Yolanda Garcia     | Hsiao Ying Huang     |

## Tableau des médailles[4]
| Rang | Nation         | Or | Argent | Bronze | Total |
| ---- | -------------- | -- | ------ | ------ | ----- |
| 1    | Corée du Sud   | 10 | 2      | 0      | 12    |
| 2    | Espagne        | 2  | 2      | 1      | 5     |
| 3    | Turquie        | 2  | 0      | 2      | 4     |
| 4    | Taipei chinois | 1  | 1      | 4      | 6     |
| 5    | Allemagne      | 1  | 1      | 0      | 2     |
| 6    | États-Unis     | 0  | 3      | 2      | 5     |
| 7    | Philippines    | 0  | 2      | 0      | 2     |
| 8    | Mexique        | 0  | 1      | 3      | 4     |
| 9    | Iran           | 0  | 1      | 2      | 3     |
| 10   | Brésil         | 0  | 1      | 1      | 2     |
| 10   | France         | 0  | 1      | 1      | 2     |
| 12   | Argentine      | 0  | 1      | 0      | 1     |
| 13   | Italie         | 0  | 0      | 3      | 3     |
| 13   | Suède          | 0  | 0      | 3      | 3     |
| 15   | Croatie        | 0  | 0      | 2      | 2     |
| 15   | Viêt Nam       | 0  | 0      | 2      | 2     |
| 17   | Guatemala      | 0  | 0      | 1      | 1     |
| 17   | Hongrie        | 0  | 0      | 1      | 1     |
| 17   | Japon          | 0  | 0      | 1      | 1     |
| 17   | Jordanie       | 0  | 0      | 1      | 1     |
| 17   | Porto Rico     | 0  | 0      | 1      | 1     |
| 17   | Yougoslavie    | 0  | 0      | 1      | 1     |

## Classement des équipes
| Rang | Pays           | Or | Argent | Bronze |
| ---- | -------------- | -- | ------ | ------ |
| 1    | Corée du Sud   | 5  | 0      | 0      |
| 2    | Espagne        | 1  | 1      | 0      |
| 3    | Allemagne      | 1  | 0      | 0      |
| 3    | Turquie        | 1  | 0      | 0      |
| 5    | Philippines    | 0  | 2      | 0      |
| 5    | États-Unis     | 0  | 2      | 0      |
| 7    | Iran           | 0  | 1      | 2      |
| 8    | France         | 0  | 1      | 1      |
| 8    | Mexique        | 0  | 1      | 1      |
| 10   | Suède          | 0  | 0      | 3      |
| 11   | Italie         | 0  | 0      | 2      |
| 11   | Taipei chinois | 0  | 0      | 2      |
| 13   | Brésil         | 0  | 0      | 1      |
| 13   | Hongrie        | 0  | 0      | 1      |
| 13   | Jordanie       | 0  | 0      | 1      |
| 13   | Viêt Nam       | 0  | 0      | 1      |
| 13   | Yougoslavie    | 0  | 0      | 1      |

| Rang | Pays           | Or | Argent | Bronze |
| ---- | -------------- | -- | ------ | ------ |
| 1    | Corée du Sud   | 5  | 2      | 0      |
| 2    | Taipei chinois | 1  | 1      | 2      |
| 3    | Espagne        | 1  | 1      | 1      |
| 4    | Turquie        | 1  | 0      | 2      |
| 5    | États-Unis     | 0  | 1      | 2      |
| 6    | Argentine      | 0  | 1      | 0      |
| 6    | Brésil         | 0  | 1      | 0      |
| 6    | Allemagne      | 0  | 1      | 0      |
| 9    | Croatie        | 0  | 0      | 2      |
| 9    | Mexique        | 0  | 0      | 2      |
| 11   | Guatemala      | 0  | 0      | 1      |
| 11   | Italie         | 0  | 0      | 1      |
| 11   | Japon          | 0  | 0      | 1      |
| 11   | Porto Rico     | 0  | 0      | 1      |
| 11   | Viêt Nam       | 0  | 0      | 1      |